# Sata andagi
Sata andagi (サーターアンダギー) é um bolinho frito e doce típico de Okinawa 
, Japão, feito a partir de farinha, açúcar e ovos. Eles também são populares no Havaí, onde são chamados de andagi e se quiser por, recebem leite integral ou evaporado e extrato de baunilha como adições à receita. 
No dialeto okinawano, sata significa "açúcar", e andagi "fritar" (anda: óleo, agi: fritar).

## Preparação
Para o sata andagi clássico, usa-se farinha de trigo, fermento, ovo, açúcar mascavo e óleo. O ovo inteiro deve ser batido, e os ingredientes adicionados um por um, sendo a farinha a última a ser misturada. Quando a massa estiver macia, mas não grudenta, e puder ser enrolada em formato de bolinhas, ela está pronta. As pequenas esferas de massa devem então ser fritas em imersão em óleo vegetal quente, até que os bolinhos estejam dourados no exterior. Variações dos bolinhos utilizam outros ingredientes para aromatizá-lo, como gergelim e cascas de laranja.
A versão havaiana da receita utiliza produtos derivados do leite, como leite evaporado, sour cream ou iogurte. Essência de baunilha também é adicionada, e açúcar branco pode ser utilizado no lugar do mascavo, dando ao andagi havaiano um gosto mais doce e denso que sua versão original oquinawana.